# 杰西卡·琼斯
杰西卡·坎贝尔·琼斯·凯奇是一位出现在漫威漫画出版的漫画书中的超级英雄，由布莱恩·迈克尔·本迪斯和迈克尔·盖多斯创作，琼斯在《别名》第一期（2001年10月）首次登场，她是一位前超级英雄，为“别名”私人调查的唯一的员工及老板。她已经出现在两个持续系列（《别名》和《波動》）中，在漫威漫画的英雄时代中，她和其丈夫卢克·凯奇一同成为了新复仇者的一员。在她的各种历史线中，琼斯使用过别名Jewel、女骑士和超能女（)。

## 人物

### 别名（英语：Alias (comics)）時期
在高中時代，潔西卡與蜘蛛人彼得·帕克是高中同學，並暗戀了對方很長一段時間。某天，她和父親與弟弟前去迪士尼樂園遊玩時，和載運了輻射物質的軍車對撞，只有潔西卡命大活了下來，但陷入了昏迷。直到數個月後行星吞噬者和驚奇四超人在潔西卡住的醫院附近相互對峙之際，潔西卡這才甦醒過來。
又過了幾個月，被收養而成為瓊斯家一員的潔西卡在學校和人爭吵，因此賭氣跑回家中時因當時的輻射感染，使她覺醒了超能力而飛行了起來，但因為不夠熟練而撞到河堤上。之後醒悟可以用這能力有所作為的潔西卡於是穿上制服，使用稱號-寶石(Jewel)，開始了她成為超級英雄的第一步。
作為新出道的超級英雄的她在一段時間後，遇見了夜魔俠的一個老對手「紫人」-基爾格雷夫。紫人擁有控制他人思想的超能力，他控制了潔西卡，令她對紫人每句話都唯命是從，還操縱她去襲擊警察與無辜民眾，這段期間足足有八個月之久，可說潔西卡已完全成了紫人的奴隸。紫人派她去殺死他的敵人夜魔俠，但潔西卡被驚奇隊長 (卡蘿·丹佛斯)阻止並解救了。她接受了琴·葛雷的心理治療，琴還在潔西卡的潛意識中下達了一個特殊的精神命令，以保護她不再受到精神控制。在這段期間，潔西卡與神盾局特工克雷·奎特曼談了場短暫的戀愛。
在逃出紫人的魔爪後，潔西卡在心理上受到極大的創傷，於是她放棄了超級英雄的身分，短暫採用了女騎士這個稱號並低調的打擊犯罪，她打斷了貓頭鷹和黑手黨之間的犯罪會議，並遇到了超級英雄盧克·凱奇。打敗貓頭鷹後，她和凱奇建立了友誼。她搬到地獄廚房成了一名私家偵探，開了一間名為-别名(Alias)的偵探事務所。並在卡蘿·丹佛斯的介紹下，短暫的與蟻人 (史考特·朗恩)約過幾次會。
仍然痴迷於潔西卡的紫人從監獄中逃脫並再次找上潔西卡，但潔西卡憑藉琴·葛雷給她的精神防禦，解除了紫人的控制並將他擊倒。
之後潔西卡懷孕了，並和孩子的父親盧克·凱奇穩定的交往。

### 波動（英语：The Pulse (comics)）時期
瓊斯之後離開偵探行業，加入號角日報，擔任超級英雄記者和顧問，並為報紙副刊《波動》撰稿。在號角日報報導諾曼·奧斯朋是綠惡魔的身分後，懷孕的瓊斯遭到綠惡魔襲擊。盧克·凱奇隨後進行了報復，打敗並逮捕奧斯朋，並證實他就是綠惡魔的真實身份。
在她的老闆J·喬納·詹姆森在報紙上抹黑新復仇者之後，瓊斯辭去了她在號角日報的工作。瓊斯和凱奇住在一起，之後生下他們的孩子，他們將他們的女兒命名為丹妮·凱奇，名字來自於盧克的最好的朋友-鐵拳俠丹尼·蘭德。接著凱奇和瓊斯結了婚。
瓊斯在《青少年復仇者》中作為配角出現。她在復仇者:少年聖戰第6期中回歸，故事中，她與野獸和鷹眼試圖化解復仇者聯盟和X戰警之間的緊張局勢，雙方正在為誰該懲罰緋紅女巫而發生衝突。接著她幫助青少年復仇者對抗末日博士，並在易身女和幻視被殺後，擁抱小浩克來安慰他。

### 內戰至黑暗王朝時期
內戰事件中，瓊斯和凱奇拒絕了鋼鐵人和卡蘿·丹佛斯加入《超人類登記法》的提議。作為新復仇者聯盟的一員，瓊斯搬進了奇異博士的至聖所，但在遭到紅兜帽襲擊後，瓊斯被這次經歷所震撼。不顧一切地保護她的孩子，她離開了新復仇者聯盟並註冊了超人類登記法案，結束了她與盧克的關係。潔西卡後來被發現在一艘墜毀的史克魯爾人飛船上，不過其實這個潔西卡是史克魯爾人所假扮的。真正的潔西卡·瓊斯在《秘密入侵》第7期中登場，她幫助其他英雄們對抗史克魯爾人，並與她的丈夫盧克重聚。在史克魯爾人投降後，冒充艾德恩·賈維斯的史克魯爾人卻帶著他們的女兒逃跑了，潔西卡陷入了絕望中。
潔西卡不知道盧克向諾曼·奧斯朋尋求幫助以尋回丹妮。奧斯朋幫助盧克救回了丹妮，盧克將丹妮交給了潔西卡。蜘蛛人向新復仇者們表示自己的真實份是彼得·帕克，瓊斯震驚地發現原來她以前的同學就是蜘蛛人。然後她把自己以前曾暗戀他的事告訴了彼得，卻發現他一直都不認識她，甚至連她的名字都不知道。在黑暗王朝故事期間，她協助復仇者聯盟營救了被諾曼·奧斯朋抓住的鷹眼。潔西卡表示，她在高中時看到了蜘蛛人和沙人之間的戰鬥後，受到了成為超級英雄的啟發。 彼得接著說服潔西卡回到超級英雄的生活，告訴她成為英雄能給她的女兒提供更好的榜樣。

### 2010年至今
潔西卡恢復了她的服裝和稱號，並成為新復仇者聯盟的成員。同時，她和盧克開始尋找能照顧們女兒的保姆。最終，松鼠女孩被選為丹妮的保姆。在《新復仇者聯盟》 #8 中，潔西卡使用了力量女(Power Woman)這個稱號來致敬她的丈夫-力量人盧克·凱奇，並成為他們女兒的榜樣。然而，在經歷了多次恐怖組織攻擊復仇者大廈的事件和諾曼·奧斯朋的威脅後，潔西卡退出了復仇者並躲藏起來，她意識到作為復仇者對她和丹妮有著太多潛在威脅了。
潔西卡後來作為盧克·凱奇組建的威武復仇者的盟友。潔西卡和丹妮住在寶石劇院的公寓裡，那裡是威武復仇者的行動基地。她和盧克後來遇到了奧托·奧克塔維斯 (究極蜘蛛人)和他的蜘蛛機器人，他為她提供了一個負責管理的不同復仇者團隊的工作。潔西卡迅速為她的孩子找了一個保姆，並拒絕了這項工作，然後往究極蜘蛛人的臉上揍了一拳。潔西卡和盧克後來與盧克的一位老朋友大衛·格里菲思（David Griffiths）交換了公寓。搬進來時，潔西卡與藍驚奇聊天，談論作為超級英雄撫養孩子是什麼感覺，並表達了她對盧克選擇組建另一支復仇者聯盟的支持和煩惱。
在“秘密帝國”的故事中，潔西卡·瓊斯與夜魔俠、鐵拳俠和盧克·凱奇一起成為了捍衛者聯盟的一員。在九頭蛇掌權期間，她與斗篷與匕首、奇異博士和女蜘蛛人一起與九頭蛇大軍戰鬥，但他們被硝化人給擊敗。他們被受到齊莫男爵以黑暗神書增強過的闇蝕(馬庫斯·丹尼爾)以黑暗力量形成的屏障給關住。
2016 年10月，潔西卡·瓊斯獲得了她的同名漫畫系列潔西卡·瓊斯。並在2017年推出的捍衛者聯盟漫畫系列擔任主要角色之一。
在“追捕金鋼狼”的故事中，潔西卡·瓊斯和盧克·凱奇協助鋼鐵人和蜘蛛人尋找失蹤的金鋼狼屍體，他們參加了黑社會拍賣會並與驚惡先生戰鬥。任務結束後，潔西卡和盧克從東尼·史塔克口中了解到，原來金鋼狼不是一名變種人，而是經過基因改造的特工。

## 能力
潔西卡擁有超人般的力量和飛行能力，用點力就能舉起兩吨重的警車。她的耐力及復原能力也較一般人突出。在經歷紫人折磨後，潔西卡獲得X戰警的琴·葛雷幫助的靈能保護，保護潔西卡免受紫人的第二次攻擊，但她必須自行「啟動」。
她同時也是一名熟練的偵探和記者。

## 其他版本
- 「終極蜘蛛俠」潔西卡是一名校報記者，曾試圖調查誰是蜘蛛俠，在「終極通諜」事件後放棄。
- 「假如…」潔西卡接受了美國隊長提議為神盾局工作，察覺到緋紅女巫﹙Wanda Maximoff﹚有異常，提醒了其他復仇者，確保「復仇者解散」和「M皇室」永遠不會發生。最後嫁給了美國隊長。
- 「Spider-Man Loves Mary Jane」，針對青年的肥皂劇漫畫中，潔西卡是一名哥特少女。

## 其他媒體

### 電視
- 漫威電影宇宙：由克萊斯汀·瑞特飾演杰西卡·琼斯[3][4]。
  - 《杰西卡·琼斯》[5]
  - 《捍衛者聯盟》[6]
  - 《夜魔俠：重生》

### 遊戲
- 《漫威：未來之戰》：手機遊戲，以電視劇版的造型登場[7]，杰西卡·琼斯是玩家可使用角色之一。